# بروکلین دکر
بروکلین دکر (انگلیسی: Brooklyn Decker؛ زاده ۱۲ آوریل ۱۹۸۷) یک هنرپیشه، و مدل اهل ایالات متحده آمریکا است.
از فیلم‌ها یا برنامه‌های تلویزیونی که وی در آن نقش داشته‌است می‌توان به نبردناو، وقتی حامله هستی، استرچ و فقط باهاش کنار بیا اشاره کرد.